# لیگ برتر فوتبال سوئد
لیگ برتر فوتبال سوئد (به سوئدی: Allsvenskan) معتبرترین لیگ فوتبال در کشور سوئد است که از سال ۱۹۲۴ تاکنون برگزار می‌شود. این لیگ از ۱۶ تیم که از سراسر کشور سوئد در آن شرکت می‌کنند برگزار می‌شود.
باشگاه فوتبال مالمو با ۲۲ قهرمانی پرافتخارترین تیم این سری مسابقات به حساب می‌آید.

## باشگاه‌های کنونی
در فصل جاری (۲۰۲۱-۲۰۲۲) باشگاه‌های زیر در این لیگ فعالیت دارند:
- - باشگاه فوتبال دالکورد
- باشگاه فوتبال سوندسوال
- باشگاه فوتبال هکن
- باشگاه فوتبال هامارابی
- باشگاه فوتبال گوتبورگ
- باشگاه فوتبال سیریوس
- باشگاه فوتبال مالمو
- باشگاه فوتبال واربرگس بویس
- باشگاه فوتبال دیگرفوش
- باشگاه فوتبال دیورگاردن
- باشگاه فوتبال الفسبورگ
- باشگاه فوتبال میالبی
- باشگاه فوتبال هلسینگبورگس
- باشگاه فوتبال ورنمو
- باشگاه فوتبال کالمار
- باشگاه فوتبال نورشوپینگ
- باشگاه فوتبال ای‌آی‌کی

## پرافتخارترین باشگاه‌ها
| قهرمانی | باشگاه     |
| ------- | ---------- |
| ۲۲      | مالمو      |
| ۱۸      | گوتبورگ    |
| ۱۳      | نورشوپینگ  |
| ۱۲      | دیورگاردن  |
| ۱۲      | ای‌آی‌کی     |
| ۷       | هلسینگبورگ |
| ۶       | الفسبوری   |